# Eumerus armenorum
Eumerus armenorum är en tvåvingeart som beskrevs av Stackelberg 1960. Eumerus armenorum ingår i släktet månblomflugor, och familjen blomflugor.
Artens utbredningsområde är Armenien. Inga underarter finns listade i Catalogue of Life.